# 餘部車站 (姬路市)
34°51′22.3″N 134°38′33.5″E / 34.856194°N 134.642639°E
余部車站（日语：〔〕／ Yobe eki */?），是位於兵庫縣姬路市青山北一丁目，屬於西日本旅客鐵道（JR西日本）姬新線的鐵路車站。
站名源自本地過去的行政區劃飾磨郡余部村；而現在姬路市的「余部區」則是源自揖保郡余部村，和本車站距離約9公里遠，兩地並沒有關聯。
山陰本線的餘部站所在地名一樣簡化成新字体，但由於在1959年才開始營運，為了避免與較早開始使用的本車站混淆，恢復舊字体作為站名。

## 歷史
- 1930年9月1日：姬津線開始營運，最初通車時為當時通車路段的終點站。
- 1931年12月23日：姬津線通車路段延伸至東觜崎車站。
- 1936年10月10日：姬津線改為姬新線。
- 1987年4月1日：國鐵分割民營化，改隸屬西日本旅客鐵道（JR西日本）。

## 車站結構
對向式月台2面2線構造，設有交會設備的地面車站。

### 月台配置
| 月台 | 路線   | 方向 | 目的地         |
| ---- | ------ | ---- | -------------- |
| 1    | 姬新線 | 下行 | 佐用、津山方向 |
| 2    | 姬新線 | 上行 | 姬路方向       |

## 使用情況
根據「兵庫縣統計書」，2018年（平成30年）度的1日平均上車人次為2,254人。
近年的1日平均上車人次如下表。
| 年度   | 1日平均 上車人次 |
| ------ | ---------------- |
| 2000年 | 1,753            |
| 2001年 | 1,686            |
| 2002年 | 1,627            |
| 2003年 | 1,675            |
| 2004年 | 1,679            |
| 2005年 | 1,650            |
| 2006年 | 1,646            |
| 2007年 | 1,694            |
| 2008年 | 1,736            |
| 2009年 | 1,676            |
| 2010年 | 1,751            |
| 2011年 | 1,856            |
| 2012年 | 1,949            |
| 2013年 | 2,081            |
| 2014年 | 2,041            |
| 2015年 | 2,113            |
| 2016年 | 2,191            |
| 2017年 | 2,265            |
| 2018年 | 2,254            |

## 相鄰車站
西日本旅客鐵道
 姬新線
播磨高岡－余部－（餘部信號場）－太市

## 外部連結
- 余部｜車站資訊：JR出門網 - 西日本旅客鐵道（日語）